# Franz Hladnik

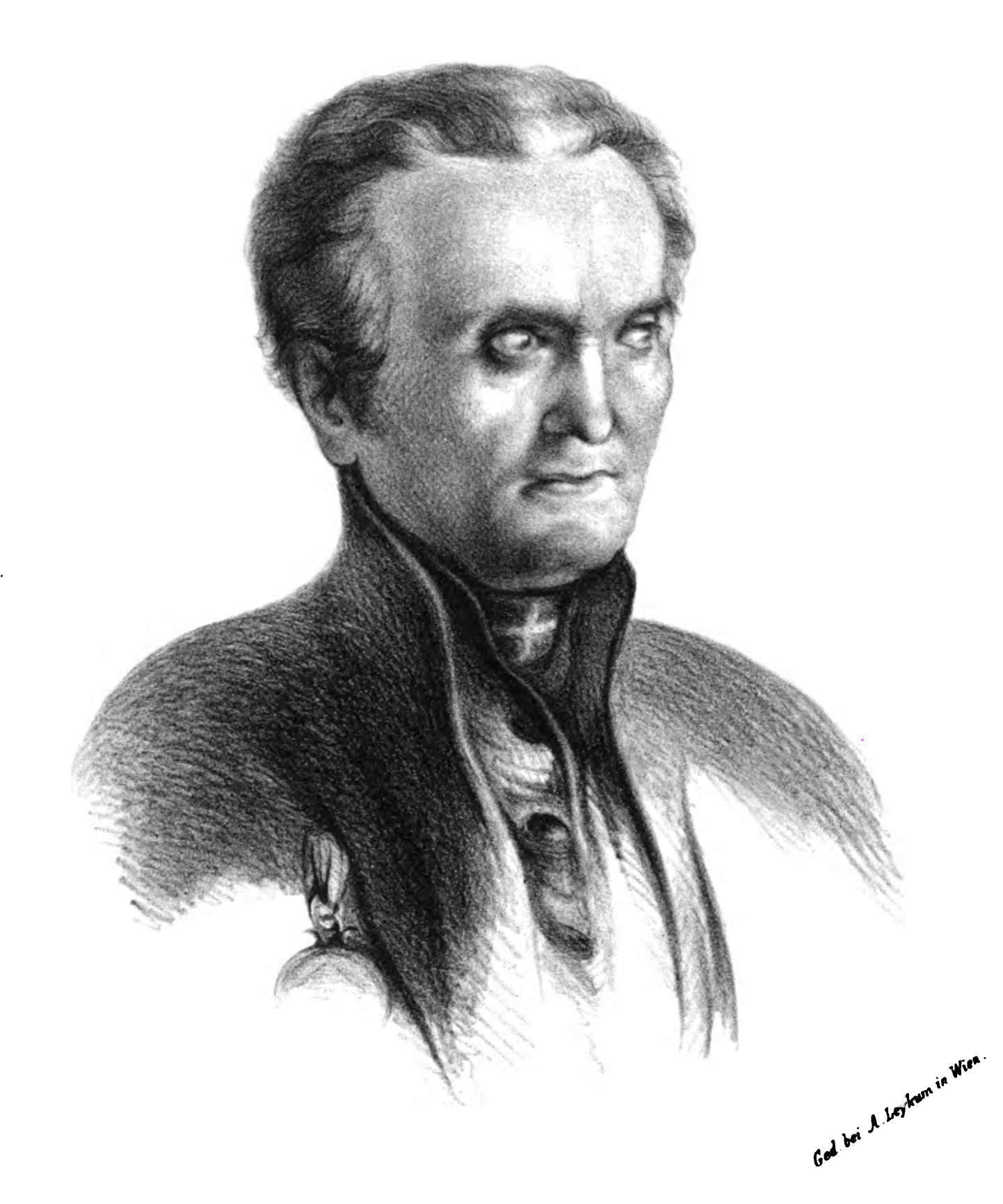
Franz Hladnik (aus den Mittheilungen des historischen Vereins für Krain, 1849)

Franz von Paula Hladnik, auch Franc de Paula Hladnik, (* 29. März 1773 in Idria; † 25. November 1844 in Laibach) war ein slowenisch-habsburgischer, k. k. österreichischer Botaniker, Lehrer und römisch-katholischer Priester. Sein offizielles botanisches Autorenkürzel lautet „Hladnik“.

## Leben
Franz Hladnik wurde 1773 als Sohn des Grubenhutmanns Mathias Hladnik geboren. Nach Besuch der Elementarschule in Idria und des Gymnasiums in Laibach folgten dort das Studium der Theologie und Philosophie sowie die Priesterweihe im Jahr 1796. Aus gesundheitlichen Gründen verzichtete er auf eine Aufgabe in der Seelsorge und wurde Lehrer, ab 1803 als Direktor der Elementarschule, von 1807 bis 1809 und 1813 bis 1837 als Leiter des Laibacher Gymnasiums. Während der französischen Besatzung Sloweniens (1809 bis 1813) war Hladnik Professor für Botanik und Naturgeschichte an der in Laibach begründeten École Centrale. Im Jahr 1810 gründete er mit Zustimmung des Gouverneurs der illyrischen Provinzen, Auguste de Marmont, als Garten der Heimatflora den Botanischen Garten in Ljubljana, die älteste naturwissenschaftliche Einrichtung Sloweniens.
Um 1832 begann sein Sehrvermögen nachzulassen. 1837 wurde Hladnik pensioniert. Bald darauf erblindete er und starb 1844 in Laibach.

## Tätigkeit als Botaniker
Franz Hladnik begann seine botanischen Studien und Sammlungen bereits während der Studienzeit, unter anderem durch seinen Kontakt zu Sigmund Zois. Hier begegnete er Valentin Vodnik, mit dem er eine botanische Reise durch Kärnten unternahm. In Klagenfurt lernte er den österreichischen Naturforscher Franz Wulfen kennen, der später sein erster botanischer Mentor wurde. Auf zahlreichen Exkursionen studierte er die Flora der damaligen Krain und der umliegenden Ländereien und schrieb darüber. Auf Reisen sammelte er Pflanzen für seinen Garten, für das Herbarium sowie für ausländische botanische Gärten und einflussreiche Botaniker seiner Zeit (Wulfen, Wilhelm Daniel Joseph Koch, Ludwig Reichenbach), mit denen er regelmäßig korrespondierte. Einige der von ihm entdeckten Pflanzen wurden nach ihm benannt, B. Hladnikia pastinacifolia (Reichenbach).

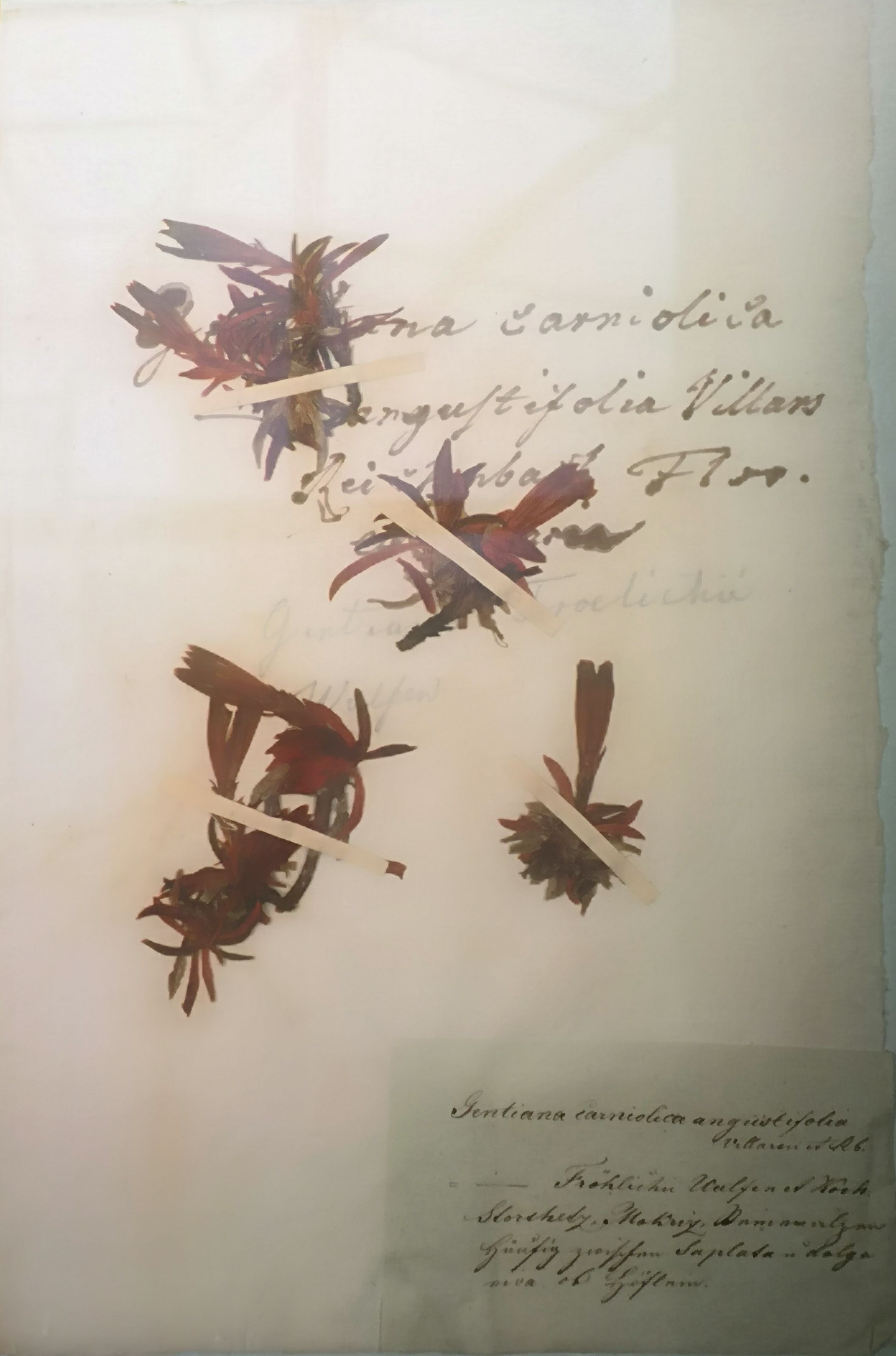
Herbarseite von Franz Hladnik

Ein umfangreiches Herbarium, das er dem Krainischen Landesmuseum (jetzt Slowenisches Nationalmuseum) vermachte, ist erhalten geblieben. Weitere Herbariumsmappen sind Bestandteil vieler anderer Sammlungen geworden.